# Nachi (Hoherpriester)
Nachi war ein altägyptischer Hoherpriester des Ptah aus der 19. Dynastie um 1250 v. Chr.
Nachi ist bisher nur von seinem Sarkophag aus Granit bekannt, der sich heute in der Eremitage in Sankt Petersburg befindet. Dort trägt er eine Reihe von Titeln, die ihn als hohen Würdenträger ausweisen. Zu seinen Titeln gehören die Bezeichnungen Mitglied der Elite, Oberhaupt der beiden Länder, Geliebter des Gottes und Geheimnisträger des Ptah-Tempels.
Auf dem Sarkophag von Nachi werden seine Eltern nicht genannt, sodass seine genaue Einordnung unsicher ist, doch spricht der Stil des Sarkophags für eine Datierung in die ägyptische 19. Dynastie.
Die Lesung seines Namens ist unsicher. Vor allem in der älteren Forschung wurde der Name als Nana gelesen. Die jüngste vollständige Publikation zum Sarkophag von Andrei Nikolaev bevorzugt die Lesung Nachi.